# Titje
Titje is een Belgisch bier. Het bier wordt gebrouwen door Brasserie de Silly te Silly.

## Achtergrond
De naam van het bier verwijst naar “Titje” een folklorefiguur van Edingen (Enghien in het Frans), waar de brouwerij in 1975 Brouwerij Tennstedt Decroes overnam (zie ook de Enghien-bieren). In Edingen is zelfs een “Orde van de Titjes”, een Titjes-fietsroute enzovoort.

## Het bier
Titje is een witbier met een alcoholpercentage van 5% en een densiteit van 11° Plato. Koriander en sinaasappelschil werden toegevoegd. Het bier werd gelanceerd in 1990.